# J-Hope

J-Hopes Unterschrift

Jung Ho-seok, koreanisch 정호석 Jeong Ho-seok, besser bekannt als J-Hope (stylisiert „j-hope“) (* 18. Februar 1994 in Gwangju) ist ein südkoreanischer Rapper, Tänzer, Songwriter und Musikproduzent. Er ist Mitglied der südkoreanischen Boygroup BTS. 2018 veröffentlichte J-Hope sein erstes Mixtape Hope World und 2022 sein erstes Studioalbum Jack in the Box.

## Leben und Karriere

### 1994–2012: Kindheit und frühe Jugend
Jung Ho-seok wurde am 18. Februar 1994 in Gwangju, Südkorea geboren. Er hat eine ältere Schwester namens Jiwoo (früher Dawon).
Bevor er mit der Boygroup BTS debütierte, war er ein Mitglied des Tanzensembles Neuron. Er war in der Untergrundszene relativ bekannt und gewann einige lokale Preise. Im Jahr 2009 wurde er Trainee bei JYP Entertainment, jedoch verließ er das Label Ende 2010. Seit Dezember 2010 steht er bei Big Hit Entertainment unter Vertrag. Unter dem Label wurde er als Rapper im Song Animal von Jo Kown (veröffentlicht im Jahr 2012) gefeatured und trat BTS bei. Er war nach RM und Suga das dritte Mitglied, welches sich der Gruppe anschloss.

### 2013–heute: BTS
Im Juni 2013 debütierte er mit BTS bei Mnets M! Countdown, mit ihrer ersten Single No More Dream. J-Hope war seitdem im Schaffungsprozess jedes einzelnen BTS-Albums involviert.
Der Korea Copyright Association zufolge, wirkte J-Hope bei mehr als 70 Liedern mit.
Im Februar 2018 kündigte Big Hit Entertainment, sein erstes Mixtape Hope World an. Dies erschien Anfang März 2018 und erstmals auf Platz 63 der US-amerikanischen Albumcharts (Billboard 200), und schaffte es in den folgenden Wochen bis auf Platz 38 – höher als jedes andere koreanische Soloalbum. Der Titeltrack Daydream errang den ersten Platz der World Digital Song Charts.
Im Oktober 2018 verlieh der südkoreanische Präsident Moon Jae-in J-Hope und den restlichen Mitgliedern eine Medaille für ihren außergewöhnlichen Beitrag zur koreanischen Kultur und deren Weiterverbreitung. BTS sind die jüngsten und ersten Idols, die diese Medaille bei den Kulturpreisen erhielten.
Am 14. Juni 2019 veröffentlichte J-Hope zusammen mit seinem Bandkollegen V und der schwedischen Sängerin Zara Larsson den Soundtrack A Brand New Day.
Am 27. September veröffentlichte er zusammen mit der Sängerin Becky-G die Single Chicken Noodle Soup. Der Titel erschien erstmals auf Platz 81 der Billboard Hot 100 mit 9,7 Millionen Streams und 11.000 Downloads in der Woche vom 4. Oktober 2019. Damit war J-Hope das erste Mitglied von BTS, das als Solokünstler außerhalb der Gruppe auf der Hot 100 landete, der dritte koreanische Solokünstler, der in den Hot 100 landete (nach Psy und CL), und der sechste koreanische Künstler insgesamt, der dies erreichte. Chicken Noodle Soup debütierte ebenfalls auf Platz 1 der World Digital Songs-Charts.
Am 1. März 2021 veröffentlichte er eine Vollversion des Liedes Blue Side, welches bereits 2018 in einer gekürzten Version auf dem Album Hope World enthalten war. Das Video zum Lied erreichte auf YouTube innerhalb weniger Stunden mehrere hunderttausend Aufrufe.
Am 1. Juli 2022 veröffentlichte J-Hope sein Single More mit MV Release und am 15. Juli 2022 veröffentlichte er daraufhin Arson, ebenfalls mit MV Release, mit seinem Weverse Album Jack in The Box.
Am 19. April 2023 trat J-Hope seinen Wehrdienst, der für jeden koreanischen Mann Pflicht ist, an und wurde nach 18 Monaten entlassen.

## Künstlername
Sein Künstlername J-Hope (제이홉) steht für seinen Wunsch, dass er mit seiner Musik anderen Hoffnung schenken kann, sozusagen „Die Hoffnung von BTS“ sein kann.

## Privatleben
Wie für Trainees und Künstler im K-Pop üblich, wohnten die Mitglieder von BTS zu Beginn ihrer Karriere zusammen. Vor ihrem Debüt 2013 teilten sich die Mitglieder ein einziges Zimmer; mit dem gestiegenen Erfolg über die Jahre zogen sie mehrmals in größere Wohnungen um. Zwischen 2017 und 2022 war J-Hope gemeinsam mit seinen Bandkollegen Mieter einer Luxuswohnung in Hannam-dong, Seoul. Im Jahr 2016 kaufte er sich ein Luxusappartment für umgerechnet 1,6 Millionen US-Dollar in der Nähe des Seoul Forest für den persönlichen Gebrauch. 2019 kaufte er eine zweite Luxuswohnung im gleichen Wohnkomplex und lebt seither auch dort.

## Philanthropie
An seinem 25. Geburtstag spendete J-Hope 100 Millionen südkoreanische Won (umgerechnet ca. 88.000 US-Dollar) an Child Fund Korea, um jene Jugendliche zu unterstützen, welche seine ehemalige Highschool in Gwangju besuchen. Er hatte im Dezember zuvor bereits 150 Millionen Won (umgerechnet 133.000 US-Dollar) an dieselbe Organisation gespendet, verlangte jedoch, dass die Spende vorerst anonym bleibt.

## Diskografie

### Mixtapes
| Jahr | Titel                     | Höchstplatzierung, Gesamtwochen, AuszeichnungChartplatzierungen (Jahr, Titel, Platzierungen, Wochen, Auszeichnungen, Anmerkungen) | Höchstplatzierung, Gesamtwochen, AuszeichnungChartplatzierungen (Jahr, Titel, Platzierungen, Wochen, Auszeichnungen, Anmerkungen) | Höchstplatzierung, Gesamtwochen, AuszeichnungChartplatzierungen (Jahr, Titel, Platzierungen, Wochen, Auszeichnungen, Anmerkungen) | Höchstplatzierung, Gesamtwochen, AuszeichnungChartplatzierungen (Jahr, Titel, Platzierungen, Wochen, Auszeichnungen, Anmerkungen) | Höchstplatzierung, Gesamtwochen, AuszeichnungChartplatzierungen (Jahr, Titel, Platzierungen, Wochen, Auszeichnungen, Anmerkungen) | Höchstplatzierung, Gesamtwochen, AuszeichnungChartplatzierungen (Jahr, Titel, Platzierungen, Wochen, Auszeichnungen, Anmerkungen) | Anmerkungen                                             |
| Jahr | Titel                     | DE | AT | CH | UK | US | KR | Anmerkungen                                             |
| ---- | ------------------------- | --- | --- | --- | --- | --- | --- | ------------------------------------------------------- |
| 2018 | Hope World                | — | AT25 (1 Wo.)AT | — | — | US38 (2 Wo.)US | — | Erstveröffentlichung: 1. März 2018 Verkäufe: + 8.000    |
| 2022 | Jack in the Box           | DE29 (3 Wo.)DE | AT18 (1 Wo.)AT | CH12 (3 Wo.)CH | UK67 (1 Wo.)UK | US6 (3 Wo.)US | KR2 ×2Doppelplatin · (16 Wo.)KR                                                                                                   | Erstveröffentlichung: 15. Juli 2022 Verkäufe: + 500.000 |
| 2024 | Hope on the Street Vol. 1 | DE10 (2 Wo.)DE | AT5 (3 Wo.)AT | CH5 (3 Wo.)CH | UK38 (1 Wo.)UK | US5 (2 Wo.)US | KR2 Platin · (4 Wo.)KR | Erstveröffentlichung: 29. März 2024 Verkäufe: + 250.000 |

### Singles als Leadmusiker
| Jahr | Titel Album                                     | Höchstplatzierung, Gesamtwochen, AuszeichnungChartplatzierungen (Jahr, Titel, Album, Platzierungen, Wochen, Auszeichnungen, Anmerkungen) | Höchstplatzierung, Gesamtwochen, AuszeichnungChartplatzierungen (Jahr, Titel, Album, Platzierungen, Wochen, Auszeichnungen, Anmerkungen) | Höchstplatzierung, Gesamtwochen, AuszeichnungChartplatzierungen (Jahr, Titel, Album, Platzierungen, Wochen, Auszeichnungen, Anmerkungen) | Höchstplatzierung, Gesamtwochen, AuszeichnungChartplatzierungen (Jahr, Titel, Album, Platzierungen, Wochen, Auszeichnungen, Anmerkungen) | Höchstplatzierung, Gesamtwochen, AuszeichnungChartplatzierungen (Jahr, Titel, Album, Platzierungen, Wochen, Auszeichnungen, Anmerkungen) | Höchstplatzierung, Gesamtwochen, AuszeichnungChartplatzierungen (Jahr, Titel, Album, Platzierungen, Wochen, Auszeichnungen, Anmerkungen) | Anmerkungen                                            |
| Jahr | Titel Album                                     | DE | AT | CH | UK | US | KR | Anmerkungen                                            |
| --- | ----------------------------------------------- | --- | --- | --- | --- | --- | --- | ------------------------------------------------------ |
| 2018 | Daydream Hope World                             | — | — | — | — | — | — | Erstveröffentlichung: 1. März 2018                     |
| 2018 | Airplane Hope World                             | — | — | — | — | — | — | Erstveröffentlichung: 6. März 2018                     |
| 2019 | Chicken Noodle Soup –                           | — | — | — | UK82 (1 Wo.)UK | US81 (1 Wo.)US | — | Erstveröffentlichung: 27. September 2019 feat. Becky G |
| 2022 | More Jack in the Box                            | DE— aDE | — | — | UK70 (1 Wo.)UK | US82 (1 Wo.)US | KR98 (1 Wo.)KR | Erstveröffentlichung: 1. Juli 2022                     |
| 2022 | Arson Jack in the Box                           | — | — | — | — | US96 (1 Wo.)US | — | Erstveröffentlichung: 15. Juli 2022                    |
| 2023 | On the Street –                                 | — | — | — | UK37 (1 Wo.)UK | US60 (1 Wo.)US | KR36 (10 Wo.)KR | Erstveröffentlichung: 3. März 2023 feat. J. Cole       |
| 2025 | Sweet Dreams –                                  | — | — | — | UK42 (1 Wo.)UK | US66 (1 Wo.)US | — | Erstveröffentlichung: 7. März 2025 feat. Miguel        |
| 2025 | Mona Lisa –                                     | — | — | — | UK56 (1 Wo.)UK | US65 (1 Wo.)US | — | Erstveröffentlichung: 21. März 2025                    |
| 2025 | Killin’ It Girl –                               | — | — | — | UK30 (2 Wo.)UK | US40 (2 Wo.)US | — | Erstveröffentlichung: 13. Juni 2025 feat. GloRilla     |
| Folgende Lieder erschienen nicht als Single, wurden aber durch das Album zum Download und Streaming bereitgestellt und konnten somit eine Platzierung erlangen: |                                                 | | | | | | |                                                        |
| |                                                 | | | | | | |                                                        |
| 2016 | Mama Wings                                      | — | — | — | — | — | KR37 (1 Wo.)KR | Charteinstieg: 9. Oktober 2016 Verkäufe: + 83.332      |
| 2016 | Intro: Boy Meets Evil Wings                     | — | — | — | — | — | KR40 (1 Wo.)KR | Charteinstieg: 9. Oktober 2016 Verkäufe: + 54.404      |
| 2018 | Trivia 起: Just Dance Love Yourself 結 'Answer' | — | — | — | — | — | KR42 (7 Wo.)KR | Verkäufe US: + 10.000                                  |
| 2024 | Neuron Hope on the Street Vol. 1                | — | — | — | UK64 (1 Wo.)UK | — | — | Charteinstieg: 11. April 2024 feat. Gaeko & Yoon Mirae |

### Singles als Gastmusiker
| Jahr | Titel Album                    | Höchstplatzierung, Gesamtwochen, AuszeichnungChartplatzierungen (Jahr, Titel, Album, Platzierungen, Wochen, Auszeichnungen, Anmerkungen) | Höchstplatzierung, Gesamtwochen, AuszeichnungChartplatzierungen (Jahr, Titel, Album, Platzierungen, Wochen, Auszeichnungen, Anmerkungen) | Höchstplatzierung, Gesamtwochen, AuszeichnungChartplatzierungen (Jahr, Titel, Album, Platzierungen, Wochen, Auszeichnungen, Anmerkungen) | Höchstplatzierung, Gesamtwochen, AuszeichnungChartplatzierungen (Jahr, Titel, Album, Platzierungen, Wochen, Auszeichnungen, Anmerkungen) | Höchstplatzierung, Gesamtwochen, AuszeichnungChartplatzierungen (Jahr, Titel, Album, Platzierungen, Wochen, Auszeichnungen, Anmerkungen) | Höchstplatzierung, Gesamtwochen, AuszeichnungChartplatzierungen (Jahr, Titel, Album, Platzierungen, Wochen, Auszeichnungen, Anmerkungen) | Anmerkungen                                                                                  |
| Jahr | Titel Album                    | DE | AT | CH | UK | US | KR | Anmerkungen                                                                                  |
| --- | ------------------------------ | --- | --- | --- | --- | --- | --- | -------------------------------------------------------------------------------------------- |
| 2025 | LV Bag –                       | — | — | — | UK93 (1 Wo.)UK | US83 (1 Wo.)US | — | Erstveröffentlichung: 21. Februar 2025 Don Toliver & Speedy feat. J-Hope & Pharrell Williams |
| Folgende Lieder erschienen nicht als Single, wurden aber durch das Album zum Download und Streaming bereitgestellt und konnten somit eine Platzierung erlangen: |                                | | | | | | |                                                                                              |
| |                                | | | | | | |                                                                                              |
| 2012 | Animal (Radio Edit) I’m Da One | — | — | — | — | — | KR36 (2 Wo.)KR | Charteinstieg: 10. Mai 2012 Jo Kwon feat. J-Hope                                             |

### Autorenbeteiligungen und Produktion
Alle Angaben nach der Korea Music Copyright Association, falls nicht anders belegt.
| Jahr | Künstler         | Titel                                         | Album                                                  |
| ---- | ---------------- | --------------------------------------------- | ------------------------------------------------------ |
| 2012 | Jo Gweon         | Animal                                        | I’m Da One                                             |
| 2013 | BTS              | We Are Bulletproof Pt.2                       | 2 Cool 4 Skool                                         |
| 2013 | BTS              | No More Dream                                 | 2 Cool 4 Skool                                         |
| 2013 | BTS              | I Like It                                     | 2 Cool 4 Skool                                         |
| 2013 | BTS              | Outro: Circle Room Cypher                     | 2 Cool 4 Skool                                         |
| 2013 | BTS              | Road                                          | 2 Cool 4 Skool                                         |
| 2013 | BTS              | We On                                         | O!RUL8,2?                                              |
| 2013 | BTS              | If I Ruled The World                          | O!RUL8,2?                                              |
| 2013 | BTS              | Coffee                                        | O!RUL8,2?                                              |
| 2013 | BTS              | BTS Cypher, Pt.1                              | O!RUL8,2?                                              |
| 2013 | BTS              | Attack On Bangtan                             | O!RUL8,2?                                              |
| 2013 | BTS              | Paldogangsan                                  | O!RUL8,2?                                              |
| 2014 | BTS              | Intro: Skool Luv Affair                       | Skool Luv Affair                                       |
| 2014 | BTS              | Where Did You Come From                       | Skool Luv Affair                                       |
| 2014 | BTS              | Just One Day                                  | Skool Luv Affair                                       |
| 2014 | BTS              | Tomorrow                                      | Skool Luv Affair                                       |
| 2014 | BTS              | BTS Cypher, Pt 2: Triptych                    | Skool Luv Affair                                       |
| 2014 | BTS              | Spine Breaker                                 | Skool Luv Affair                                       |
| 2014 | BTS              | Jump                                          | Skool Luv Affair                                       |
| 2014 | BTS              | Miss Right                                    | Skool Luv Affair (Special Edition)                     |
| 2014 | BTS              | I Like It (Slow Jam Remix)                    | Skool Luv Affair (Special Edition)                     |
| 2014 | BTS              | 24/7 Heaven                                   | Dark & Wild                                            |
| 2014 | BTS              | 2nd Grade                                     | Dark & Wild                                            |
| 2014 | BTS              | Cypher Pt. 3: KILLER                          | Dark & Wild                                            |
| 2014 | BTS              | Danger                                        | Dark & Wild                                            |
| 2014 | BTS              | Let Me Know                                   | Dark & Wild                                            |
| 2014 | BTS              | Rain                                          | Dark & Wild                                            |
| 2014 | BTS              | Look Here                                     | Dark & Wild                                            |
| 2014 | BTS              | 이불킥 (Blanket Kick/Embarrassed)             | Dark & Wild                                            |
| 2014 | BTS              | Could You Turn Off Your Cell Phone?           | Dark & Wild                                            |
| 2014 | BTS              | War Of Hormone                                | Dark & Wild                                            |
| 2014 | BTS              | Hip Hop Phile                                 | Dark & Wild                                            |
| 2015 | J-Hope           | 1 Verse                                       |                                                        |
| 2015 | BTS              | Hold Me Tight                                 | The Most Beautiful Moment in Life, Pt. 1               |
| 2015 | BTS              | Dope                                          | The Most Beautiful Moment in Life, Pt. 1               |
| 2015 | BTS              | Boyz With Fun                                 | The Most Beautiful Moment in Life, Pt. 1               |
| 2015 | BTS              | Converse High                                 | The Most Beautiful Moment in Life, Pt. 1               |
| 2015 | BTS              | Moving On                                     | The Most Beautiful Moment in Life, Pt. 1               |
| 2015 | BTS              | Intro: Never Mind                             | The Most Beautiful Moment in Life, Pt. 2               |
| 2015 | BTS              | Run                                           | The Most Beautiful Moment in Life, Pt. 2               |
| 2015 | BTS              | Whalien 52                                    | The Most Beautiful Moment in Life, Pt. 2               |
| 2015 | BTS              | Ma City                                       | The Most Beautiful Moment in Life, Pt. 2               |
| 2015 | BTS              | Autumn Leaves                                 | The Most Beautiful Moment in Life, Pt. 2               |
| 2016 | BTS              | Save Me                                       | The Most Beautiful Moment in Life: Young Forever       |
| 2016 | BTS              | Epilogue: Young Forever                       | The Most Beautiful Moment in Life: Young Forever       |
| 2016 | BTS              | Intro: Boy Meets Evil                         | Wings                                                  |
| 2016 | BTS              | Blood Sweat & Tears                           | Wings                                                  |
| 2016 | BTS              | MAMA                                          | Wings                                                  |
| 2016 | BTS              | Awake                                         | Wings                                                  |
| 2016 | BTS              | BTS Cypher 4                                  | Wings                                                  |
| 2016 | BTS              | 2! 3!                                         | Wings                                                  |
| 2016 | BTS              | Interlude: Wings                              | Wings                                                  |
| 2017 | BTS              | Outro: Wings                                  | You Never Walk Alone                                   |
| 2017 | BTS              | A Supplementary Story: You Never Walk Alone   | You Never Walk Alone                                   |
| 2017 | BTS              | Come Back Home                                | Come Back Home – Single                                |
| 2017 | BTS              | Best Of Me                                    | Love Yourself 承 ’Her‘                                 |
| 2017 | BTS              | Pied Piper                                    | Love Yourself 承 ’Her‘                                 |
| 2017 | BTS              | MIC Drop                                      | Love Yourself 承 ’Her‘                                 |
| 2017 | BTS              | Outro: Her                                    | Love Yourself 承 ’Her‘                                 |
| 2017 | BTS              | Sea                                           | Love Yourself 承 ’Her‘                                 |
| 2017 | BTS & Steve Aoki | MIC Drop (feat. Desiigner) [Steve Aoki Remix] | MIC Drop (feat. Desiigner) [Steve Aoki Remix] – Single |
| 2018 | J-Hope           | Hope World                                    | Hope World                                             |
| 2018 | J-Hope           | P.O.P (Piece of Peace), Pt.1                  | Hope World                                             |
| 2018 | J-Hope           | Daydream                                      | Hope World                                             |
| 2018 | J-Hope           | Base Line                                     | Hope World                                             |
| 2018 | J-Hope           | HangSang (feat. Supreme Boi)                  | Hope World                                             |
| 2018 | J-Hope           | Airplane                                      | Hope World                                             |
| 2018 | J-Hope           | Blue Side (Outro)                             | Hope World                                             |
| 2018 | BTS              | Intro: Ringwanderung                          | Face Yourself                                          |
| 2018 | BTS              | 134340                                        | Love Yourself 轉 ‘Tear’                                |
| 2018 | BTS              | Paradise                                      | Love Yourself 轉 ‘Tear’                                |
| 2018 | BTS              | Love Maze                                     | Love Yourself 轉 ‘Tear’                                |
| 2018 | BTS              | Magic Shop                                    | Love Yourself 轉 ‘Tear’                                |
| 2018 | BTS              | Airplane, Pt. 2                               | Love Yourself 轉 ‘Tear’                                |
| 2018 | BTS              | So What                                       | Love Yourself 轉 ‘Tear’                                |
| 2018 | BTS              | Outro: Tear                                   | Love Yourself 轉 ‘Tear’                                |
| 2018 | RM, Suga, J-Hope | 땡(DDAENG)                                    | Festa 2018                                             |
| 2018 | BTS              | Trivia 起 : Just Dance                        | Love Yourself 結 ’Answer’                              |
| 2018 | BTS              | I’m Fine                                      | Love Yourself 結 ’Answer’                              |
| 2018 | BTS              | Answer: Love Myself                           | Love Yourself 結 ’Answer’                              |

### Auszeichnungen für Musikverkäufe
Anmerkung: Auszeichnungen in Ländern aus den Charttabellen bzw. Chartboxen sind in ebendiesen zu finden.
| Land/RegionAuszeichnungen für Musikverkäufe (Land/Region, Auszeichnungen, Verkäufe, Quellen) | Gold | Platin     | Verkäufe | Quellen        |
| -------------------------------------------------------------------------------------------- | ---- | ---------- | -------- | -------------- |
| Südkorea (KMCA)                                                                              | —    | 3× Platin3 | 750.000  | circlechart.kr |
| Insgesamt                                                                                    | —    | 3× Platin3 |          |                |